# Monument als herois de 1811
El Monument als herois de 1811, conegut popularment com Els Despullats, és una obra a Tarragona d'Antonio Julio Rodríguez Hernández (Móra d'Ebre, 1889 – Madrid, 1919), conegut per Julio Antonio. Es troba sobre un podi de pedra amb tres escultures de bronze a la Plaça de Julio Antonio, a cruïlla de la Rambla Nova de Tarragona amb els carrers d'Ixart i Cañellas.

## Descripció del monument
Es tracta d'un grup escultòric dedicat als tarragonins que s'enfrontaren a l'exèrcit napoleònic el 1811 i que, després d'un dur setge, patiren tots els horrors de la repressió. És l'escultura pública més important de la ciutat i, alhora, un dels seus monuments més emblemàtics.
És l'obra a la qual Julio Antonio, el seu autor, dedicà més anys i més esforços. Sobre un bloc quadrangular de pedra s'alcen tres sòbries figures que representen Tarragona i els fills que ofrenaren la vida en la seva defensa. La figura que simbolitza la ciutat sosté el fill mort i recorda la tradicional iconografia cristiana dels davallaments i les pietats. En l'època en què es va esculpir, als inicis del segle xx, el més usual era fer monuments d'aparatoses al·legories bèl·liques, però Julio Antonio va triar un model més classicista, al que incorporà la idea del dolor i del sacrifici. L'heroi mort s'inspira en un dels esclaus que Miquel Àngel esculpí per al mausoleu del papa Juli II, mentre que la figura femenina guarda relació amb la Venus Mediterrània de Julio Antonio. L'al·legoria de la ciutat manté, malgrat el dramatisme de la situació, una postura vertical, serena i altívola, i vol transmetre, més enllà d'aquell moment d'intens dolor, una actitud de seguretat i de permanència. L'obra té una gran càrrega espiritual i presenta un concepte de l'heroisme profundament humà, que trenca amb les habituals representacions del tema. Per això els seus detractors també trobaven l'escultura poc identificativa de la gesta, ja que li mancaven elements de significació bèl·lica. El temps però, ha donat la raó a l'escultor, i la gran harmonia de les formes i la greu emoció de serenitat dins la tragèdia, ha permès conservar, al llarg dels anys, la modernitat d'un monument impregnat de mediterranisme.

## Context històric
El setge napoleònic de 1811 és un dels episodis més dramàtics de la història de Tarragona. Tota la població col·laborà a la defensa, àdhuc les dones, i quan el 28 de juny es va produir l'assalt definitiu, la presa tingué un caire terrorífic: exacerbats els ànims de la tropa napoleònica per una resistència tan obstinada, els homes de Louis Gabriel Suchet es lliuraren a una brutal matança. Més de cinc mil assassinats, la major part degollats, seria el resum d'una follia de sang sense precedents a Catalunya.
En iniciar-se el setge, el general Campoverde es va endur sis mil soldats i abandonà la ciutat amb el pretext d'anar a cercar reforços; abans de marxar, nomenà cap militar de la guarnició el governador Juan Contreras, i aquest, al contrari del que havien fet dos anys abans els seus companys d'armes a Girona i a Saragossa, no va voler capitular quan ja no quedava cap possibilitat de resistència, la qual cosa va provocar que l'exèrcit invasor no perdonés en la batalla contra els supervivents formats sobretot per població civil.
Seguiren més de dos anys d'ocupació francesa que deixaren la ciutat en una situació de misèria i fam. El desastre fou tan gran que fins al 1840, Tarragona no aconseguí arribar a 10.000 habitants, xifra que tenia el 1808.

## Història del monument
L'any 1889 es feu una recaptació per tal d'oferir un àlbum a Marià Rius i Montaner, com a testimoni de l'afecte de la ciutat, però aquest declinà l'oferiment i manifestà el desig que els diners es destinessin a commemorar l'heroisme dels tarragonins durant la Guerra del Francès. El 1909, quinze anys després de la seva mort, Joan Ramonacho i Ferran Vendrell, dipositaris de les 11.000 pessetes de la donació, van proposar la creació d'un monument als herois i sol·licitaren a l'Ajuntament que hi contribuís amb un total de 25.000 pessetes.

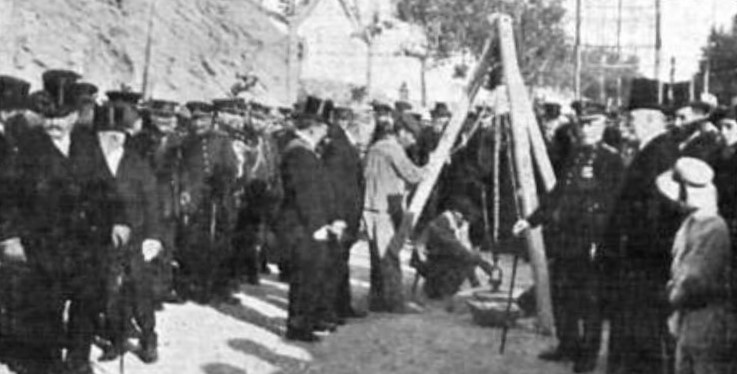
Col·locació de la primera pedra durant les Festes de Santa Tecla de 1910

El 24 de desembre el consistori va acordar erigir el monument i, tres mesos després, sol·licità al Govern la cessió del bronze i una subvenció de 25.000 pessetes, ja que la quantitat inicialment pressupostada es considerava insuficient. El 13 de setembre de 1910, la Comissió d'Eixample va decidir aixecar-lo a la Rambla de Sant Joan (actualment Rambla Nova, a la cruïlla amb els carrers lxart i Cañellas) i el dia 23, festa de Santa Tecla, es col·locà la primera pedra del pedestal. El temps va anar passant, i els bocals de Comissió de Monument es queixaren a Julio Antonio que el seu treball estava molt endarrerit. L'escultor argumentava que l'havia aturat, ja que, en no rebre diners, no podia continuar pagant les despeses del seu taller a Madrid, ni les de la seva pròpia manutenció. Malgrat tot, el maig de 1911 es treballava en el pedestal, sota les ordres de l'arquitecte municipal Josep M. Pujol, i els primers dies de juny arribà a Tarragona Julio Antonio, per dirigir les obres i fer-hi reformes. El dia 28, en complir-se el centenari de l'assalt de les tropes franceses, es realitzaren diversos i solemnes actes commemoratius. Un dels més destacats fou la inauguració del pedestal, on s'havia col·locat, en lletres daurades, aquesta dedicatòria:
| « | Tarragona a sus heroicos defensores en el sitio y sangriento asalto del XXVIII de junio de MDCCCXI | » |

Com que l'acabament de l'obra es veia llunyà i s'havia iniciat una polèmica sobre la seva ubicació, l'abril de 1914 es prengué la cort de desmuntar els carreus del pedestal i esperar tornar a reconstruir-lo quan les figures estiguessin acabades. Malgrat totes les dificultats, a l'inici de l'any 1917 es fongué en bronze l'esbós definitiu. En començar l'any 1922 l'obra, coneguda com Els Despullats, ja estava acabada i Enrique Lorenzo Salazar la va exposar al Museu d'Art Modern de Madrid. Aleshores des dels sectors més reaccionaris de Tarragona s'organitzà una campanya difamatòria contra el monument i els seus promotors, la qual cosa feu retardar la seva instal·lació. L'any 1923 el cardenal Vidal i Barraquer va nomenar una comissió de teòlegs i moralistes perquè dictaminessin sobre l'aspecte moral de l'escultura, i el resultat fou que no s'ajustava a les normes de moralitat pública. El 25 d'abril el monument va arribar a Tarragona i s'instal·là provisionalment al vestíbul de les Cases Consistorials. Els que es creien "guardians de la moral" seguiren amb la seva campanya contra la que despectivament qualificaven com una "estatua de bronce sin valor artístico", i també trobaren malament que romangués allí, ja que pensaven que el vestíbul era un "lugar que puede considerarse como una continuación de la plaza pública, y, por consiguiente, de fácil acceso a los menores de edad”. La influència que tenien era tan gran que, tot i que molta gent havia defensat l'obra, l'escultura passà vuit anys al vestíbul de l'Ajuntament. La proclamació de la Segona República Espanyola portà un seguit de mesures aperturistes en tots els sentits.
El 28 de maig de 1931, el nou consistori tarragoní decidí instal·lar el monument a la Rambla, al mateix lloc on s'havia col·locat vint anys abans el primer pedestal, i el 24 de setembre es va fer la inauguració, entremig de discursos de vibrant ardor republicà. L'escultura quedà col·locada en un pedestal més petit i auster que el del 1911, i la dedicatòria fou també més breu que la primera: "Tarragona / als Herois / de 1811". Malgrat la forta oposició al monument per part dels sectors més conservadors de la ciutat, el 1939 les autoritats franquistes el varen deixar al seu lloc i es limitaren a "espanyolitzar" la dedicatòria (...a los Héroes...). En realitat, la que a Catalunya rebé el nom de Guerra del Francès, als textos oficials de la història d'Espanya, s'anomenà Guerra de la Independència i representava, per tant, un dels signes d'identitat de l'Estat unitari. L'any 1979, amb el retorn de la democràcia a l'Ajuntament, es retornà també al text original en català.